# Bulbophyllum pectenveneris
Bulbophyllum pectenveneris (tên tiếng Anh là Yellow-flowered Bulbophyllum) là một loài phong lan.

## Hình ảnh

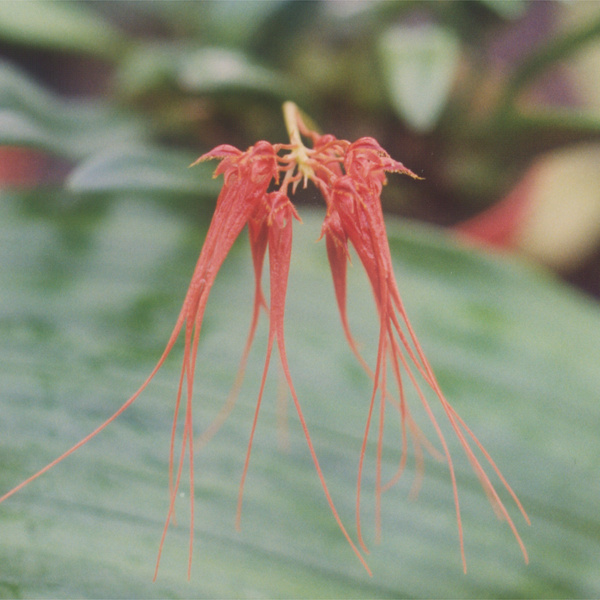
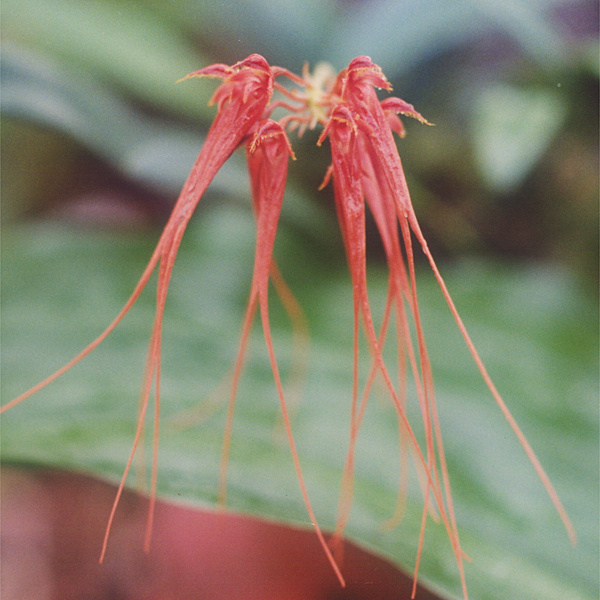
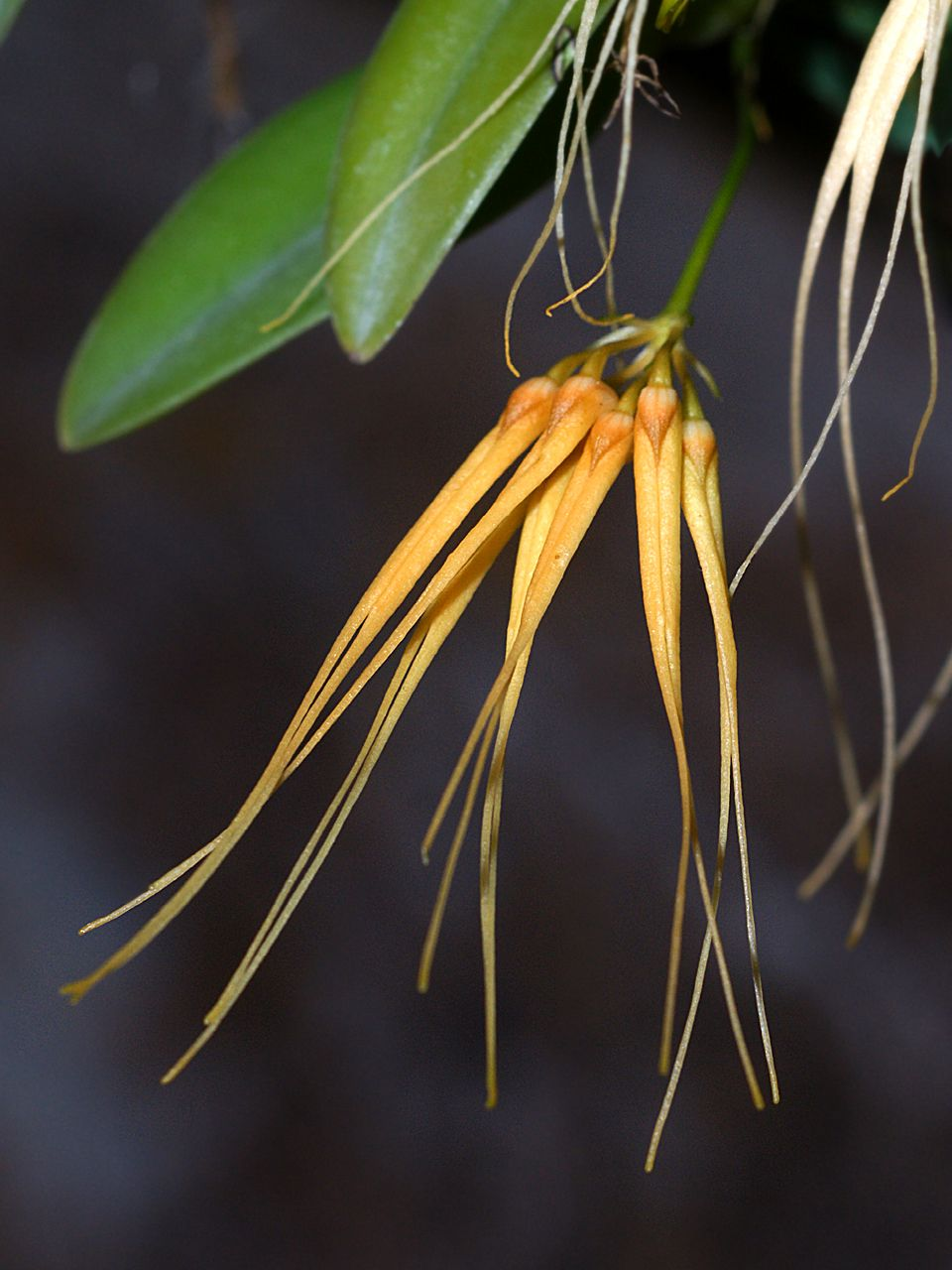
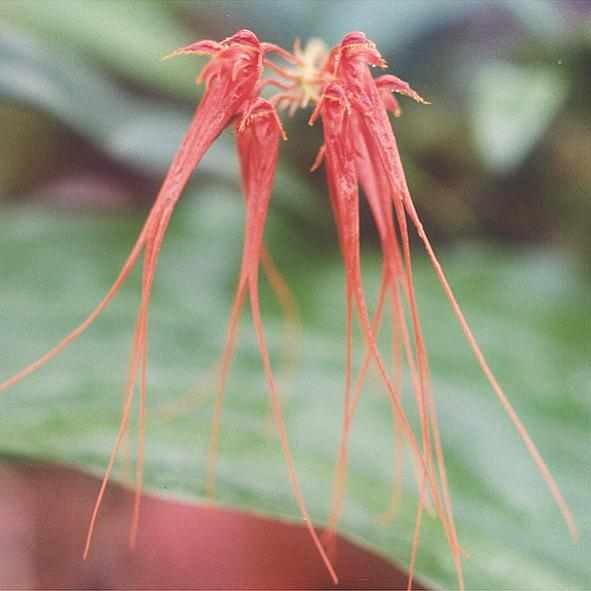